# Gaetano Magazzari
Gaetano Magazzari   (Bolonya, 1808 - Roma, 27 de març de 1872) fou un compositor italià del Romanticisme.
Li donà molta fama l'himne Scuoti o Roma, la polvere!, que es va difondre arreu d'Itàlia, i que va compondre arran de l'adveniment de Pius XII al soli pontifici, que tant entusiasme produí entre els italians. Va escriure una altra producció, també de caràcter patriòtic, servint-se com a lletra de l'oda de Manzoni, i d'altres composicions, d'entre les quals un Ave Maria, a tres veus, etc.